# Суперантиген
Суперантиген — антиген, способный вызывать массовую неспецифическую активацию Т-лимфоцитов. Все известные на сегодняшний день суперантигены имеют белковую природу и являются продуктами патогенных микроорганизмов (бактерий, микоплазм) и вирусов.
Суперантигены отличаются от всех остальных антигенов тем, что они активируют Т-клетки в свободном виде без необходимости предварительного процессинга и презентации на поверхности антигенпредставляющих клеток. Суперантигены способны одновременно связывать молекулы главного комплекса гистосовместимости II класса (англ. MHC II) на поверхности антигенпредставляющей клетки и фрагмент Vβ Т-клеточного рецептора на поверхности Т-клетки, имитируя таким образом узнавание антигена Т-клеточным рецептором. Понятно, что при таком взаимодействии природа антигена, находящегося в комплексе с MHC II, не имеет значения — происходит неспецифическая активация всех Т-клеток, несущих на своей поверхности определённый тип β-субъединиц Т-клеточного рецептора. Суперантиген, таким образом, может вызывать активацию 2—20 % всех Т-клеток. Большую часть этих клеток обычно составляют CD4-положительные Т-хелперы, которые начинают выделять большие количества цитокинов. Избыток цитокинов приводит к системной токсичности и подавлению адаптивного иммунного ответа, что выгодно для патогенного микроорганизма.
К суперантигенам относят стафилококковый энтеротоксин, который вызывает пищевые отравления, TSST-1 (англ. toxic shock syndrome toxin-1), который вызывает синдром токсического шока, и суперантиген вируса опухолей молочных желёз мышей (англ. Mouse mammary tumor virus, MMTV).